# San Cristóbal de la Polantera (kommun)
San Cristóbal de la Polantera är en kommun i Spanien.   Den ligger i provinsen Provincia de León och regionen Kastilien och Leon, i den nordvästra delen av landet, 280 km nordväst om huvudstaden Madrid. Antalet invånare är 825.